# Maître Chocolatier - Talenti in sfida (seconda edizione)
La seconda edizione del talent show culinario Maître Chocolatier - Talenti in sfida, composta da 5 puntate, è stata trasmessa ogni venerdì dal 22 novembre al 20 dicembre 2024 alle 19:15, nella fascia preserale, ed è stata vinta dal capo cioccolatiere Mattia Parri.

## Concorrenti
| Nome                   | Età1 | Occupazione                      | Città               | Posizione |
| ---------------------- | ---- | -------------------------------- | ------------------- | --------- |
| Mattia Parri           | 23   | Capo cioccolatiere               | Barcellona          | 1º        |
| Eleonora S.            | 29   | Pasticciera                      | Milano              | 2º        |
| Alessandro Kamel       | ?    | Pasticciere in hotel             | Milano              | 2º        |
| Riccardo Martorana     | 21   | Pasticciere dipendente           | Bagheria (PA)       | 4º        |
| Antonietta Montemarano | 23   | Pasticciera dipendente           | Lussemburgo         | 5º        |
| Alessandro Fiorucci    | 32   | Pasticciere e cioccolatiere      | Roma                | 6º        |
| Gabriele               | 19   | Studente in pasticceria          | provincia di Milano | 7º        |
| Greta                  | 33   | Pasticciera stagionale           | Ibiza               | 8º        |
| Eleonora A.            | 45   | Maestra elementare               | Roma                | 9º        |
| Cristina               | ?    | Pasticciera grande distribuzione | ?                   | 10º       |

1L'età dei concorrenti si riferisce all'anno della messa in onda del programma.

## Ascolti
| Puntata | TV8              | TV8            | TV8   | Fonte |
| Puntata | Messa in onda    | Telespettatori | Share | Fonte |
| ------- | ---------------- | -------------- | ----- | ----- |
| 1       | 22 novembre 2024 | 307.000        | 1,8%  | [ 2 ] |
| 2       | 29 novembre 2024 | 238.000        | 1,4%  | [ 3 ] |
| 3       | 6 dicembre 2024  | 197.000        | 1,2%  | [ 4 ] |
| 4       | 13 dicembre 2024 | 182.000        | 1,1%  | [ 5 ] |
| 5       | 20 dicembre 2024 | 207.000        | 1,3%  | [ 6 ] |
| Media   | Media            | 226.200        | 1,4%  |       |